# Imaginary Enemy
Imaginary Enemy es el sexto álbum de estudio de la banda de rock alternativo The Used. Éste fue lanzado el 1 de abril de 2014 por el sello discográfico Hopeless Records y en GAS Union. El álbum fue producido por John Feldmann, que también produjo tres primeros y quinto discos de estudio de la banda. El álbum llegó al # 14 en el Billboard 200 y número 1 en la lista de Independent albums.
Imaginary Enemy es el último álbum que cuentan con el guitarrista Quinn Allman antes de que él se separó de la banda en noviembre de 2015.

## Lista de canciones
| N.º | Título                                                             | Duración |  |
| 1.  | «Revolution»                                                       | 4:04     |  |
| 2.  | «Cry»                                                              | 3:30     |  |
| 3.  | «El-Oh-Vee-Ee»                                                     | 3:32     |  |
| 4.  | «A Song to Stifle Imperial Progression (A Work in Progress)»       | 4:05     |  |
| 5.  | «Generation Throwaway»                                             | 3:05     |  |
| 6.  | «Make Believe»                                                     | 3:27     |  |
| 7.  | «Evolution»                                                        | 4:38     |  |
| 8.  | «Imaginary Enemy»                                                  | 3:24     |  |
| 9.  | «Kenna Song»                                                       | 4:20     |  |
| 10. | «Force Without Violence»                                           | 5:23     |  |
| 11. | «Overdose» (ends at 3:52, hidden track "Red Heart" starts at 7:41) | 14:41    |  |

Limited Edition Bonus Track
| Limited edition bonus track |                 |          |  |
| N.º                         | Título          | Duración |  |
| 12.                         | «Money Monster» | 3:02     |  |

## Posicionamiento en lista
| Lista (2014)                    | Posiciones |
| ------------------------------- | ---------- |
| US Billboard 200                | 14         |
| US Billboard Rock Albums        | 5          |
| US Billboard Alternative Albums | 5          |
| US Billboard Independent Albums | 1          |

## Personal
| The Used - Bert McCracken – voz principal, teclado, sintetizador, piano, programación. - Quinn Allman – guitarra, coros. - Jeph Howard – bajo, coros. - Dan Whitesides – batería, percusión, coros. | Producción - John Feldmann – producción, mezcla. - Ago Teppand – ingeniero, productor. - James Clarke – ingeniero asistente. - Chris Qualls – ingeniero asistente. |